# Lévis
Pour les articles homonymes, voir Lévis (homonymie).
Lévis est une ville située dans la région de la Chaudière-Appalaches, au Québec. Chef-lieu de la région et septième ville la plus peuplée de la province, Lévis est située sur la rive sud du fleuve Saint-Laurent, face à Québec, entre Beaumont et Saint-Antoine-de-Tilly. Sa population compte 149 683 habitants en 2021. Sa superficie de 444 km² se répartit comme suit : 10 % de terres urbanisées, 48 % de terres cultivées, 36 % de forêts et 6 % de milieux humides. Lévis est aussi le nom d'un des dix secteurs de la ville de Lévis dans l'arrondissement Desjardins.
Faisant partie de la Communauté métropolitaine de Québec, Lévis est un pôle industriel majeur de la région. La raffinerie Jean-Gaulin (Valero), la deuxième plus importante dans l'est du Canada, se situe dans le secteur de Saint-Romuald. À l'est de la ville, dans le secteur de Lauzon, on retrouve le chantier maritime Davie ainsi que l'usine Frito-Lay Canada. Le Mouvement Desjardins, fondé à Lévis en 1900 par Alphonse Desjardins, figure parmi les plus importants employeurs de la grande région.
En 2021, Lévis compte 2 500 nouvelles unités d'habitation.

## Géographie
Situé face à la ville de Québec, sur la rive-sud du fleuve Saint-Laurent, le territoire municipal de Lévis est le plus vaste de la région de la Chaudière-Appalaches.
Le fleuve constitue sa limite au nord. À l'ouest, sa frontière débute à la pointe aux Pins (46° 41′ 16″ N, 71° 30′ 16″ O) et se dirige pratiquement en ligne droite vers le sud-est jusqu'à un point donné (46° 34′ 20″ N, 71° 19′ 52″ O) situé en milieu boisé au sud du quartier de Saint-Étienne-de-Lauzon. À partir de ce point, la frontière sud s'étend vers l'est jusqu'au lac Beaumont de façon irrégulière, marquée entre autres par des propriétés agricoles et forestières ainsi que par des cours d'eau. Sa frontière est s'étend du lac Beaumont jusqu'en amont de Beaumont. Lévis est divisée en trois arrondissements et dix secteurs.
La ville comporte des zones très urbanisées, mais le reste de son territoire est en majorité à vocation agricole. Sur son territoire de 449,05 km2, ces zones urbaines sont principalement situées dans la partie nord ainsi que le long des différents axes routiers au sud. On y retrouve entre autres les parcs industriels de Saint-Romuald, Saint-Nicolas et de Lauzon ainsi que la raffinerie Jean-Gaulin. Au niveau commercial, la majorité de l'activité se concentre le long des boulevards Guillaume-Couture, Alphonse-Desjardins et du Président-Kennedy.
De nombreux cours d'eau sillonnent la ville, dont les plus importants sont la rivière Chaudière, la rivière Etchemin, la rivière Beaurivage et la rivière à la Scie. Complètement au sud-est de Lévis se trouvent les Quarante Lacs, une zone marécageuse.

### Arrondissements et secteurs
Lévis est divisée en 3 arrondissements qui contiennent 10 secteurs.
| No | Arrondissement                   | Secteurs                                                                          |
| -- | -------------------------------- | --------------------------------------------------------------------------------- |
| 1  | Desjardins                       | - Lévis (incluant Lauzon) - Pintendre - Saint-Joseph-de-la-Pointe-De-Lévy         |
| 2  | Les Chutes-de-la-Chaudière-Est   | - Saint-Romuald - Saint-Jean-Chrysostome - Charny - Sainte-Hélène-de-Breakeyville |
| 3  | Les Chutes-de-la-Chaudière-Ouest | - Saint-Étienne-de-Lauzon - Saint-Nicolas - Saint-Rédempteur                      |

## Histoire
Cet article détaillé est une chronologie historique qui présente les grands événements qui ont marqué la naissance de la Rive-Sud de Québec de 1629 à aujourd'hui, incluant la naissance et le développement de la Ville de Lévis depuis sa fondation en 1861. En particulier, la fondation de la seigneurie de Lauzon en 1636, sa colonisation en 1647 et la naissance des anciennes municipalités environnantes au milieu du XIXe siècle qui forment le nouveau Lévis depuis les fusions municipales de 2002.

### La seigneurie de Lauzon (1636-1836)
La ville de Lévis est issue de la fondation du premier village de la Rive-Sud nommé Saint-Joseph-de-la-Pointe-Lévy qui était situé dans le secteur est de la seigneurie de Lauzon à l'époque de la Nouvelle-France. C'est en 1861 que fut fondée officiellement la ville de Lévis quelques années après la fondation de la paroisse Notre-Dame-de-la-Victoire par Joseph-David Déziel. Les premiers villages et municipalités de la Rive-Sud de Québec ont fusionné avec Lévis en 2002 pour former un territoire qui correspond presque aux dimensions territoriales de l'ancienne seigneurie qui a existé de 1636 à 1836.

#### Naissance de la Rive-Sud de Québec
Le territoire de la Rive-Sud de Québec reçut diverses dénominations avant sa colonisation officielle par Guillaume Couture en 1647. Sa première appellation territoriale européenne fut le Cap de Lévy en 1629 par Samuel de Champlain, en hommage à Henri de Lévis (1596-1680), duc de Ventadour et vice-roi de la Nouvelle-France de 1625 à 1627. Le Cap de Lévy situé à la grève Jolliet (près du chantier maritime Davie) devint par la suite le lieu de départ de la seigneurie de Lauzon en 1636. Cette seigneurie appartenait à Jean de Lauzon (Lauson), qui fut gouverneur de la Nouvelle-France de 1651 à 1656. Dès les débuts de sa colonisation en 1647, le territoire reçut le toponyme Pointe-de-Lévy et il fut adopté par la paroisse-mère Saint-Joseph-de-la-Pointe-Lévy. La seigneurie sera démantelée en 1836 lors de la faillite de Sir John Caldwell et de là vont naître plusieurs petites municipalités et villages sur la Rive-Sud de Québec. La Ville de Lévis est née officiellement le 18 mai 1861. Les autres municipalités voisines de Lévis vont se développer au milieu du XIXe siècle. Notamment le village de Lauzon en 1867 et en particulier Saint-Romuald en 1876, grâce au commerce du bois et ses secteurs maritimes, dont Chaudière-Bassin, ainsi que les secteurs anglophones de New Liverpool et Hadlow Cove. Sans oublier le secteur de Breakeyville qui s'est développé par la présence de ses moulins à scie. La municipalité de village de Bienville a connu une existence éphémère, de 1863 à 1924: elle fut finalement annexée partiellement à Lauzon et partiellement à Lévis.

#### Guillaume Couture (1618-1701)

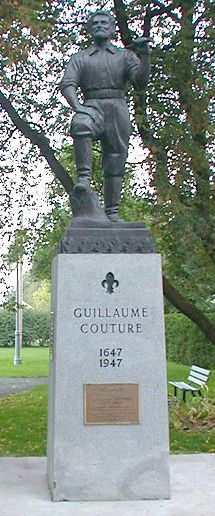
Ancien monument de Guillaume Couture (1618-1701) situé dans le Vieux-Lauzon.

Guillaume Couture est né le 14 janvier 1618 dans la paroisse Saint-Godard de Rouen en Normandie. Charpentier de métier et héros méconnu de la Nouvelle-France, il fut un coureur des bois, un donné des jésuites et un interprète auprès des tribus amérindiennes (notamment les Hurons et les Iroquois). Il fut interprète pour la signature du premier traité de paix (réunissant les Français et les Iroquois) dans la région de Trois-Rivières en 1645. Le 15 mai 1647, il fut récompensé par le gouverneur de la Nouvelle-France, Charles Jacques Huault de Montmagny, qui lui accorda une terre à la seigneurie de Lauzon (inoccupée) à la côte de Lauzon (secteur Est de la Ville de Lévis). En 1663, il découvrit le Lac Mistassini et en 1690, à titre de capitaine de la milice, il repoussa les troupes de l'amiral William Phips à la Pointe-Lévy. Il avait alors 72 ans. Il est décédé à l'Hôtel-Dieu de Québec, le 4 avril 1701.

#### Pointe-Lévis devient Saint-Joseph-de-la-Pointe-Lévy en 1845
Le 1er juillet 1845, c'est la fondation de la municipalité de paroisse de Pointe-Lévis qui existera jusqu'en 1847. Le 1er septembre 1847, c'est la fusion de la municipalité de paroisse de Pointe-Lévis avec Saint-Joseph-de-la-Pointe-de-Lévy. Dix ans plus tard, c'est l'érection de la municipalité de paroisse de Saint-Joseph-de-la-Pointe-de-Lévy le 1er juillet 1855. Une querelle entre citoyens va éclater en 1867 et elle est causée par le souhait de créer un nouveau village dans la partie nord qui longe le fleuve Saint-Laurent située entre la Ville de Lévis et Saint-Étienne-de-Beaumont. La principale raison est reliée au développement de l'industrie, dont le chantier maritime Davie. C'est ainsi que le village de Lauzon va naître le 1er janvier 1867. La municipalité de Saint-Joseph-de-Lévy va continuer d'exister jusqu'à ce qu'elle fut fusionnée avec la Ville de Lévis le 1er janvier 2002.

#### Administrateurs et premiers curés
- Liste des administrateurs de la municipalité de paroisse du village de Saint-Joseph-de-la-Pointe-Lévy de 1845 à 1867. (Voir la section des maires de Saint-Joseph-de-Lévis).
- Liste des curés de la paroisse Saint-Joseph-de-la-Pointe-Lévy (ou Saint-Joseph-de-Lévis) de 1690 à 1940 (les curés fondateurs de la première paroisse).

#### Présence militaire importante à la Pointe-Lévy
- 1690 : Invasion de la Pointe-Lévy par les troupes anglaises de l'amiral William Phips, du 16 au 24 octobre, lors de la bataille de Québec (1690).

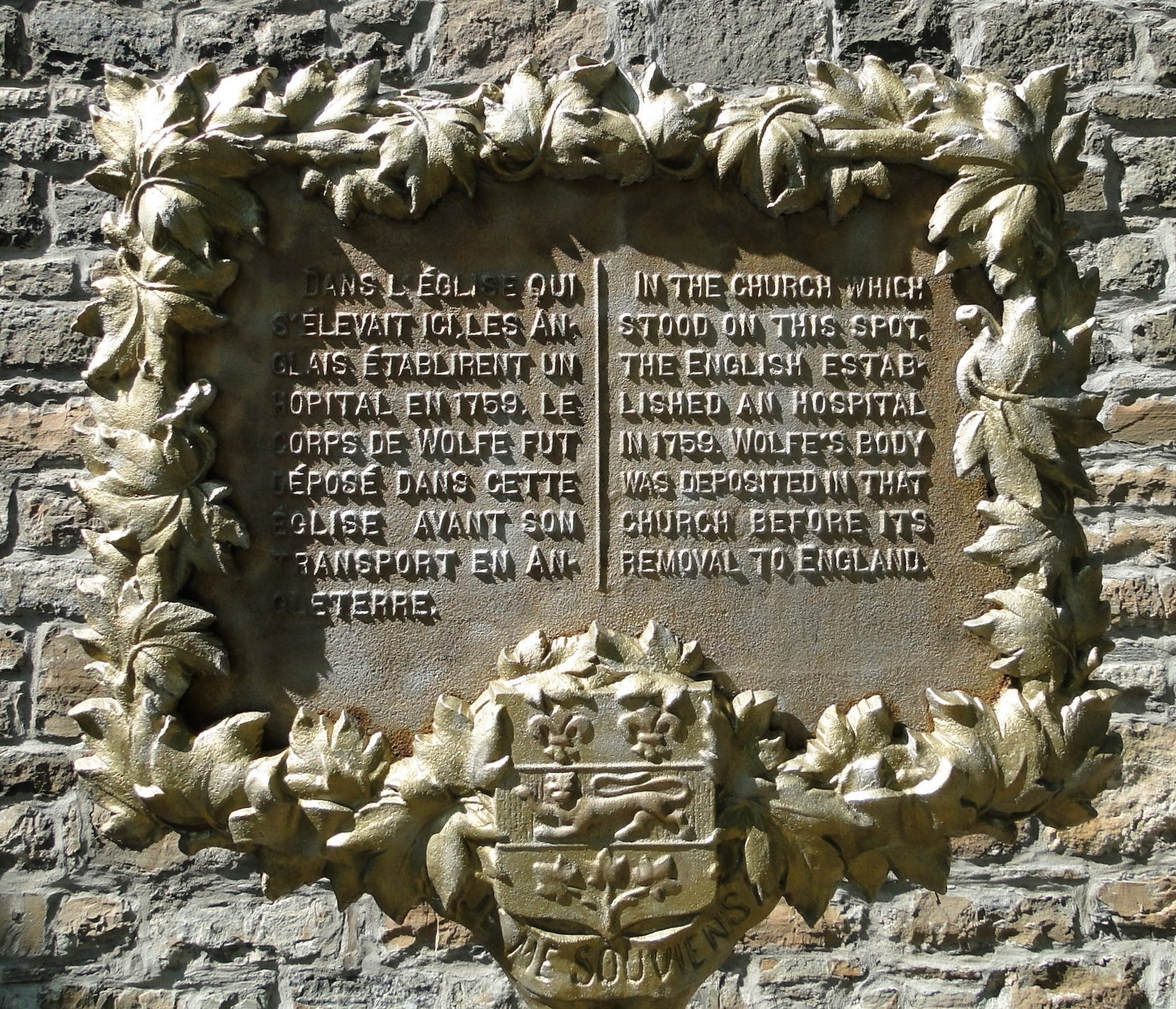
Plaque indiquant la présence du corps de Wolfe dans la première église Saint-Joseph en 1759.

- 1759 : Invasion de la Pointe-Lévy par les troupes britanniques du major-général James Wolfe, le 30 juin, sous le commandement du général Robert Monckton et du lieutenant-colonel Ralph Burton. Québec sera bombardé pendant 70 jours à partir des falaises de Pointe-Lévy par les canons du lieutenant-colonel Ralph Burton et du commandant d'artillerie George Williamson, situés précisément sur le terrain de l'École Marcelle-Mallet (le couvent des sœurs de la charité).

Le 13 septembre 1759, le corps de Wolfe fut déposé dans l'église Saint-Joseph de la Pointe-Lévy (secteur Lauzon) pendant quelques heures entre le 13 et le 14 septembre. L'église fut réquisitionnée par les Britanniques à titre d'hôpital militaire. On procéda à l'embaumement de Wolfe sur place et le corps fut déposé dans un tonneau de rhum pour être conservé, afin d'être rapatrié en Grande-Bretagne. L'église de l'époque fut détruite par un incendie en 1830 et elle fut reconstruite sur le même terrain.
Le 14 septembre 1759, à 11h00 du matin, le corps embaumé de Wolfe fut transporté à bord du navire amiral, le Royal William, pour être rapatrié à Londres. Le navire arriva au port de Portsmouth le 18 novembre. La dépouille de Wolfe fut transportée à Londres pour être déposée à l'église St. Alfege de Greenwich (district londonien).

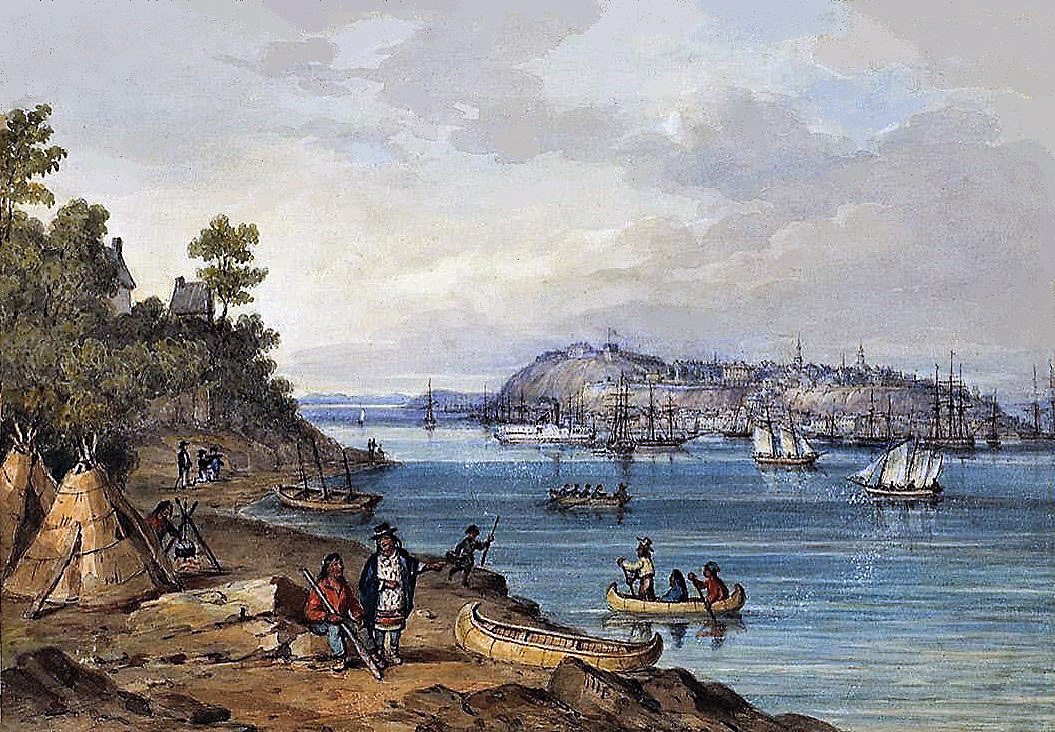
Vue de Québec depuis la Pointe-Lévis vers 1874, par James Duncan

Lévis possède plusieurs forts et installations militaires qui devaient protéger le fleuve Saint-Laurent, et la ville de Québec, en cas d'une invasion américaine ou européenne.
- Trois forts britanniques : numéro un, numéro deux (démoli en 1963) et numéro trois (partiellement démoli en 1940). Ces forts ont été construits dans les années 1860, après la guerre de Sécession américaine pour protéger la ville de Québec et son port.
- Le Fort de la Martinière : un complexe militaire composée en deux parties (Upper et Lower) construites en 1907 et utilisées lors de la Première Guerre mondiale et la Seconde Guerre mondiale.
- Le camp militaire de Lauzon (incluant le Parc de la Paix) : Il s'agit d'un camp militaire qui fut construit par les ingénieurs royaux lors de la construction du fort numéro un. Le camp englobait tout le secteur au sud du cap du terrain des religieuses Jésus-Marie, jusqu'à la rue Paquet et l'actuel centre de ski. Un champ de pratique militaire (aujourd'hui le Parc de la Paix) fut utilisé à l'époque la Nouvelle-France et par les militaires britanniques et canadiens jusqu'à la Seconde Guerre mondiale[note 2].

Le Parc de la Paix (anciennement nommé le Parc des anciens combattants) s'agit de l'emplacement du site d'entraînement militaire qui faisait partie du camp militaire de Lauzon. Le secteur fut aussi utilisé dès le Régime français, à l'époque de la Nouvelle-France, comme centre d’entraînement pour les soldats et les miliciens. Il fut utilisé notamment par les ingénieurs royaux britanniques et les soldats canadiens entre 1865 et 1945. Jusqu’à la fin des années 1920, ce site accueillait annuellement des soldats qui y résidaient pour s'entraîner. Le petit lac fut nommé « mare à pompon » à la suite de la noyade de l’un des soldats dans l’étang. Son béret (muni d’un pompon rouge) fut aperçu flottant sur l’eau. La « mare à pompon » fut agrandie en 1980. Ce parc est géré par la Fondation du Mémorial des militaires, fondée à la fin des années 1970, par le lieutenant-colonel Gabriel Louis Taschereau MBE, ED, CD du Régiment de la Chaudière et les vétérans de Lauzon et de Lévis.
Le premier bataillon de Lévis fut fondé par l'honorable Joseph-Godéric Blanchet, premier commandant (gradé lieutenant-colonel) du bataillon de 1862 à 1884. Ce bataillon s'est distingué sur les champs de bataille en repoussant les Fenians en 1866 et en 1870-1871. En 1885, un certain nombre de soldats servirent lors de la rébellion de Louis Riel, et d'autres furent envoyés en Égypte et en Afrique du Sud, lors de la Guerre des Boers de 1899 à 1902. Au déclenchement de la Première Guerre mondiale, les soldats et les officiers de Lévis de la milice furent par la suite affectés dans d'autres unités. Le 17e bataillon deviendra le Régiment de Lévis en 1920. En 1954, ce régiment sera fusionné avec le Régiment de la Chaudière.
Le Régiment de la Chaudière est né le 15 décembre 1936, de la fusion du Régiment de Dorchester, du Régiment de Beauce et du 5th Machine Gun Battalion. Sa devise, « Aere Perennius » (plus solide que l'airain) fut proposée par le major Gavan Powers. Ce régiment est reconnu pour sa participation au débarquement de Normandie, le 6 juin 1944. Il est basé au Manège militaire de Lévis (édifice construit en 1911). Le 6e Régiment d'Artillerie de campagne est une unité militaire canadienne constituée le 1er août 1899. Il est composé de trois sous-unités, soit la 57e Batterie basée à Lévis, la 58e Batterie d'Artillerie antiaérienne basée à Valcartier et la 59e Batterie basée à Montmagny.

#### Premier chantier maritime du Canada par la famille Davie
Depuis 1832, les chantiers Davie (Georges T. Davie & sons, Davie Btothers, A.C. Davie et Davie Shipbuildings Co. (actuellement Chantier Davie Canada inc.) ont construit plusieurs types de navires pour le transport naval, la marine militaire (notamment des sonars), ainsi que des plates-formes de forage. La compagnie gestionnaire du chantier naval se nomme Inocea.

### Fondation de la ville en 1861

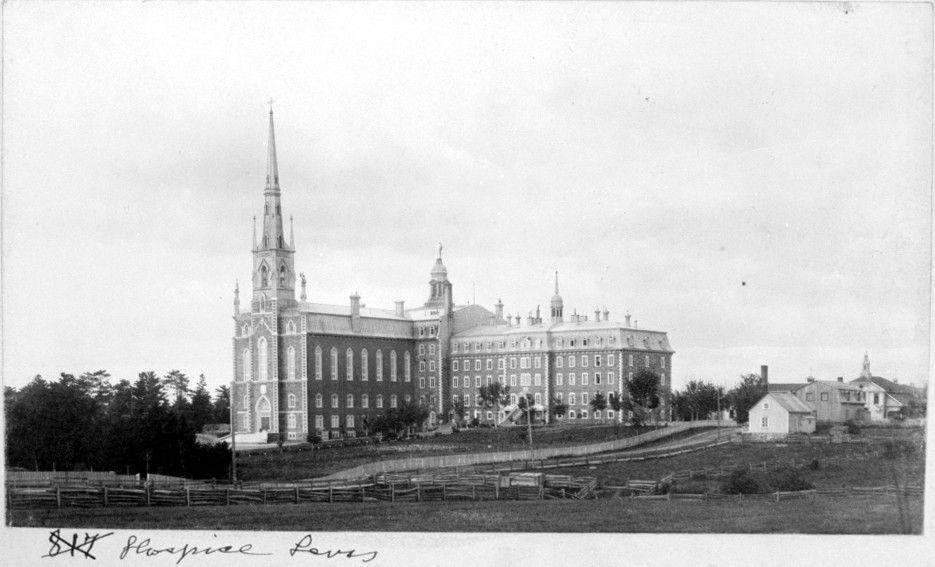
Ancien hospice Saint-Joseph-de-la-Délivrance vers 1900.

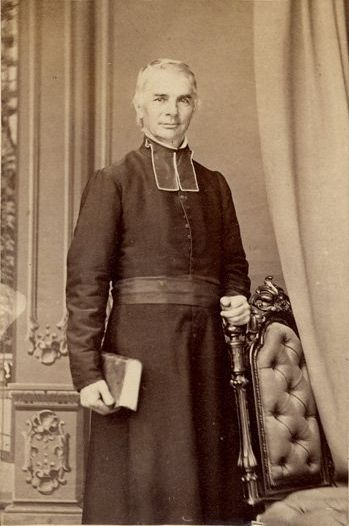
Joseph-David Déziel (1806-1882) premier curé et fondateur de Lévis (Fonds J.E. Livernois - BANQ p. 560, S2,D1,p. 268 - photo vers 1860).

La Rive-Sud de Québec possède une histoire complexe démontrée par une évolution qui s'est caractérisée, au fil des siècles, par son plan de développement économique, maritime, ferroviaire et industriel. L'expansion territoriale de la Rive-Sud est due à la naissance de plusieurs municipalités et villes qui ont fusionné par la suite entre le milieu du XIXe siècle et le début du XXIe siècle.
Saint-Joseph-de-la-Pointe-Lévy (ou Saint-Joseph-de-Lévis au début du XIXe siècle) est la première paroisse/municipalité de la Rive-Sud de Québec qui deviendra le Village de Lauzon en 1867 et la Ville de Lauzon en 1910. Elle prit aussi le titre de cité dans les années 1950 et redeviendra une ville au début des années 1980. Lévis est née à l'ouest de Lauzon, le 18 mai 1861, sous l'initiative du curé Joseph-David Déziel. Elle s'est constituée par le regroupement de la municipalité de Notre-Dame-de-la-Victoire et de la Ville d'Aubigny (1849-1861). En 1916, le quartier Villemay (anciennement l'arrière-fief Saint-Villemay) sera intégré à la nouvelle ville. La municipalité de village de Bienville, qui connut une existence éphémère (1863-1924), fut annexée partiellement à Lauzon et partiellement à Lévis. La dénomination municipale de Lévis fut choisie en l'honneur de François Gaston de Lévis (1719-1787), héros de la bataille de Sainte-Foy en 1760. Le premier maire élu est M. Louis Carrier qui sera en poste à la mairie de Lévis de 1861 à 1870. Le 6 août 1861, le premier conseil de ville siégea dans le premier hôtel de ville qui était situé au 4, rue Wolfe. Cette maison appartenait au notaire Léon Roy (père de Pierre-Georges Roy et Joseph-Edmond Roy) et elle fut utilisée de 1861 à 1865. Elle a été démolie en 1900 pour faire place à une maison à deux logements. Vers la fin des années 1800, la ville dispose d'une gare tête de ligne du Drummond County Railway (DCR). L'Hôtel-Dieu de Lévis est fondée en 1892.

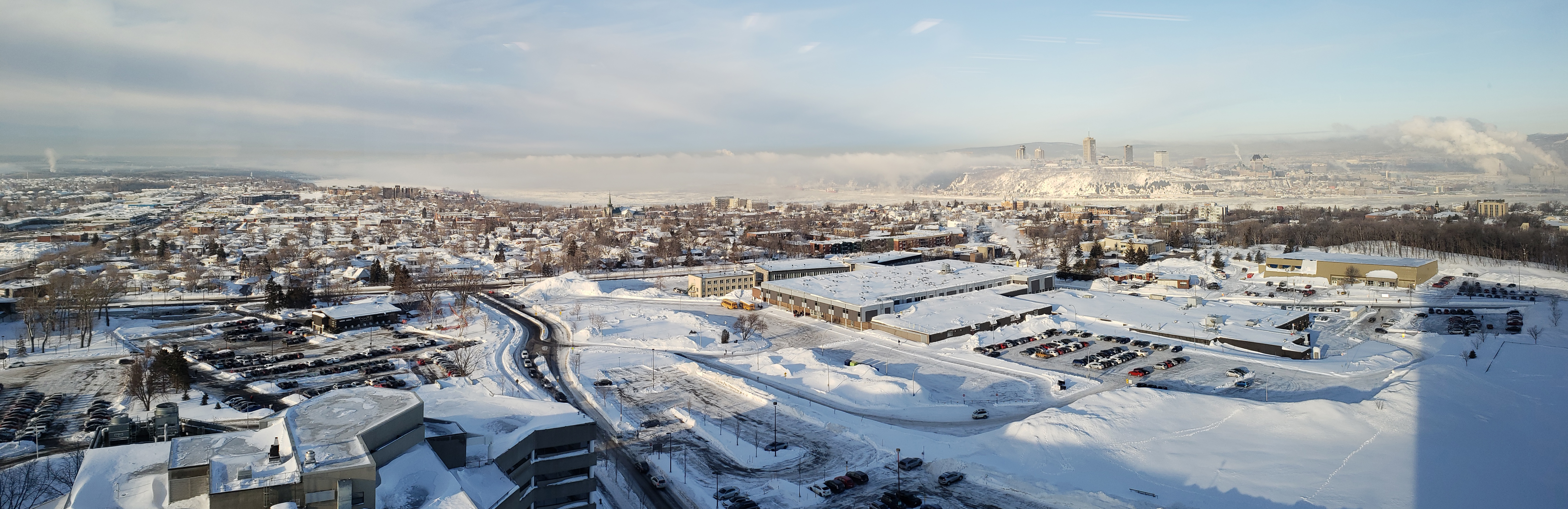
Vue de Lévis en hiver

### Héraldique
| Toujours à l’avant-garde |
| ------------------------ |

| L'écu de Lévis se blasonne ainsi : D’or à trois chevrons de sable.Les armoiries de la Ville de Lévis s’inspirent de celles de François Gaston de Lévis, marquis puis duc de Lévis (1720-1787). |

### Fusions municipales de 1989, 1990 et 2002

Carte de localisation de la ville de Lévis.

La première grande phase des fusions municipales dans la région de Lévis fut l'initiative du maire Vincent-F. Chagnon qui souhaitait réaliser son projet depuis plusieurs années. Elle a eu lieu le 6 septembre 1989 avec la ville de Lauzon. La nouvelle ville porte le nom Ville de Lévis-Lauzon.
La deuxième phase a lieu le 1er août 1990, la ville de Saint-David-de-l'Auberivière a été fusionnée à la ville de Lévis-Lauzon de 1990 à 1991.
À l'automne 1990, un référendum eut lieu pour choisir un nouveau nom. Le nom Lévis fut choisi devant celui de Pointe-Lévy, qui décrivait la particularité géographique réelle de la ville. Le 22 février 1991, le nom était approuvé par le ministère des Affaires municipales du Québec,.
La troisième phase a eu lieu le 1er janvier 2002 avec les villes et municipalités de :
- Saint-Romuald
- Pintendre
- Sainte-Hélène-de-Breakeyville
- Charny
- Saint-Nicolas
- Saint-Rédempteur
- Saint-Étienne-de-Lauzon
- Saint-Joseph-de-la-Pointe-de-Lévy
- Saint-Jean-Chrysostome.

## Politique

### Liste des maires de Lévis depuis 1861

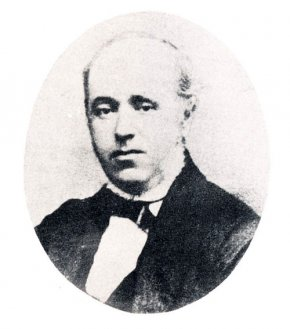
Louis Carrier (1816-1874), premier maire de Lévis.

Les maires des anciennes municipalités annexées à Lévis depuis 2002.
- Liste des maires de Lauzon (1867-1910)
- Liste des maires de Saint-Joseph-de-Lévis (1845-2002)

### Députés du territoire de Lévis
Les députés du comté de Lévis au gouvernement fédéral (incluant l'ancien comté Dorchester) depuis 1853.
Les députés de Lévis au gouvernement provincial depuis 1853 (incluant la fusion récente avec Bellechasse).
Les députés du comté fédéral Lotbinière-Chutes-de-la-Chaudière depuis 2004.
Les députés du comté provincial des Chutes-de-la-Chaudière depuis 1989.

## Démographie
| 1871   | 1881   | 1891   | 1901   | 1911   | 1921   | 1931   | 1941   |
| ------ | ------ | ------ | ------ | ------ | ------ | ------ | ------ |
| 20 850 | 23 996 | 22 319 | 22 750 | 25 579 | 30 102 | 32 335 | 34 749 |

| 1951   | 1956   | 1961   | 1966   | 1971   | 1976   | 1981   | 1986   |
| ------ | ------ | ------ | ------ | ------ | ------ | ------ | ------ |
| 40 046 | 42 967 | 47 603 | 53 684 | 57 805 | 69 982 | 86 994 | 95 757 |

| 1991    | 1996    | 2001    | 2006    | 2011    | 2016    | 2021    | - |
| ------- | ------- | ------- | ------- | ------- | ------- | ------- | - |
| 108 523 | 118 344 | 121 999 | 130 006 | 138 769 | 143 414 | 149 683 | - |

## Culture et loisirs

### Établissements
- Cégep de Lévis ;
- l'Université du Québec à Rimouski, Campus de Lévis.

### Organismes
- Orchestre symphonique de Lévis
- Patro de Lévis

### Festivals et événements culturels
- Le Demi-marathon de Lévis est un événement de course à pied annuel s'adressant tant aux athlètes amateurs qu'aux professionnels. L'événement offrant un parcours descendant est sanctionné par la Fédération Québécoise d'athlétisme[10].
- La Maison natale de Louis Fréchette organise chaque année le Festival international du conte Jos Violon de Lévis durant l'automne.

### Salles de spectacles

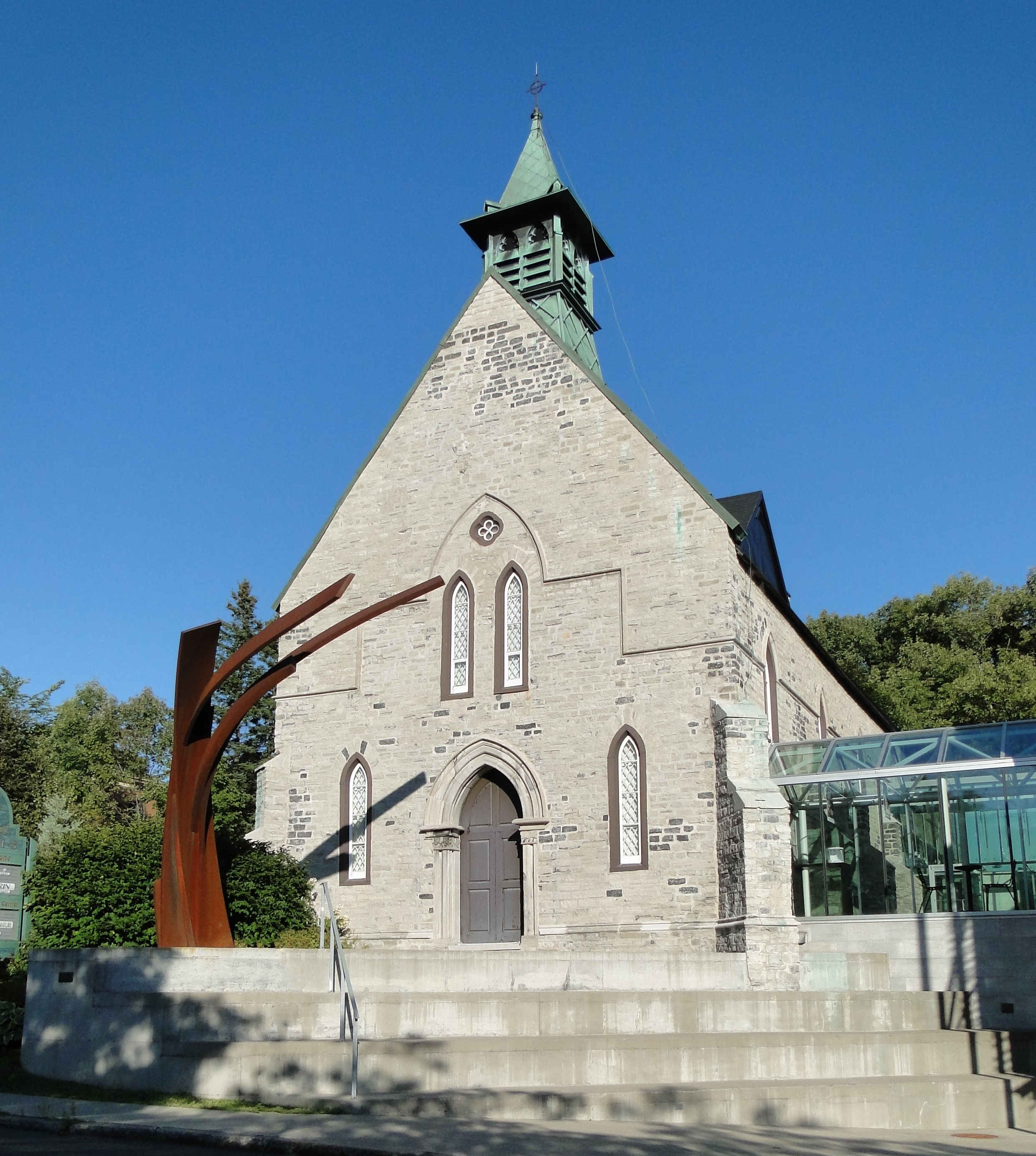
L'Anglicane.

- L'Anglicane de Lévis
- Espace symphonique de Lévis
- Le Vieux Bureau de Poste

### Sites touristiques
- Quai Paquet

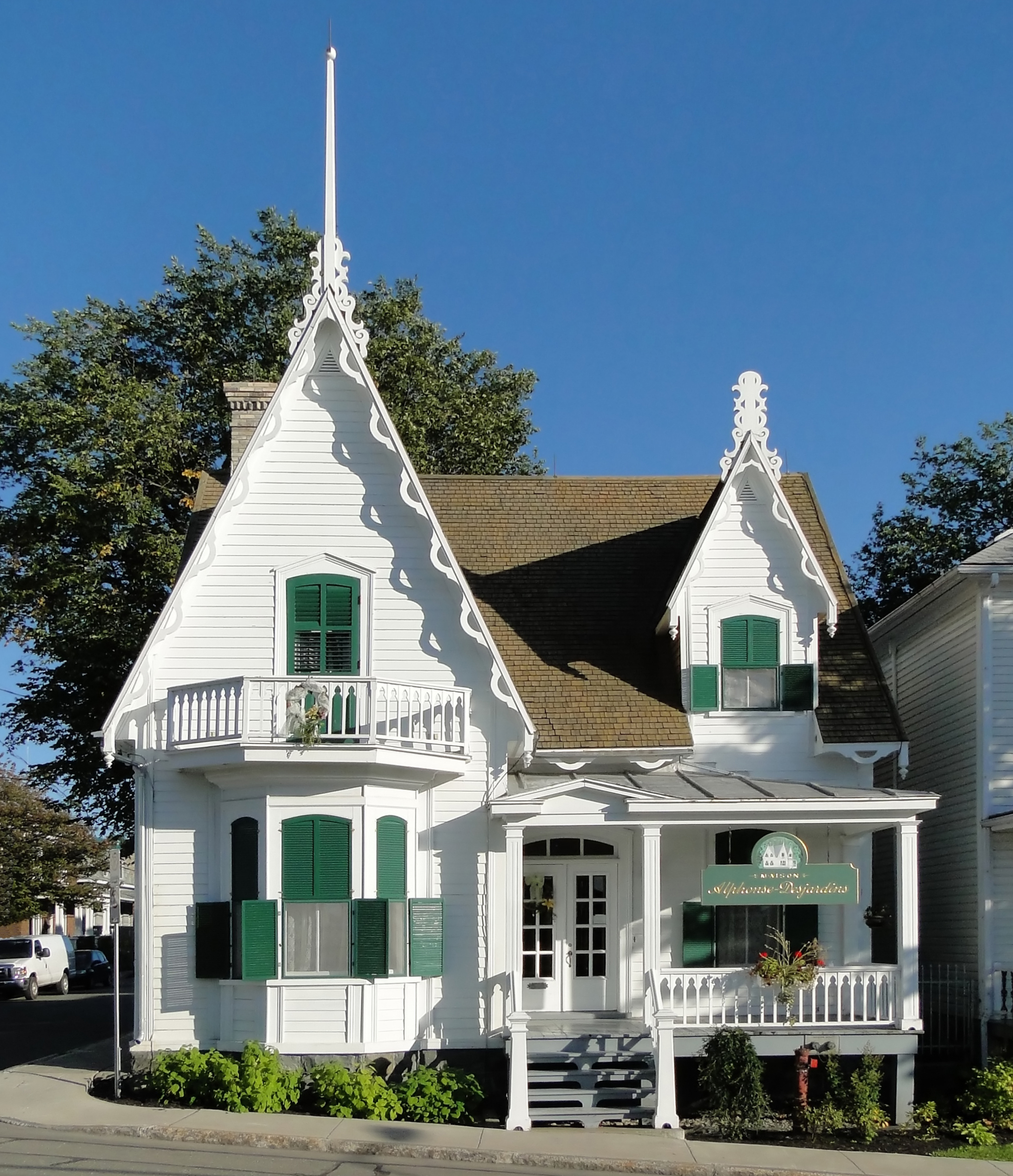
Maison Alphonse-Desjardins.

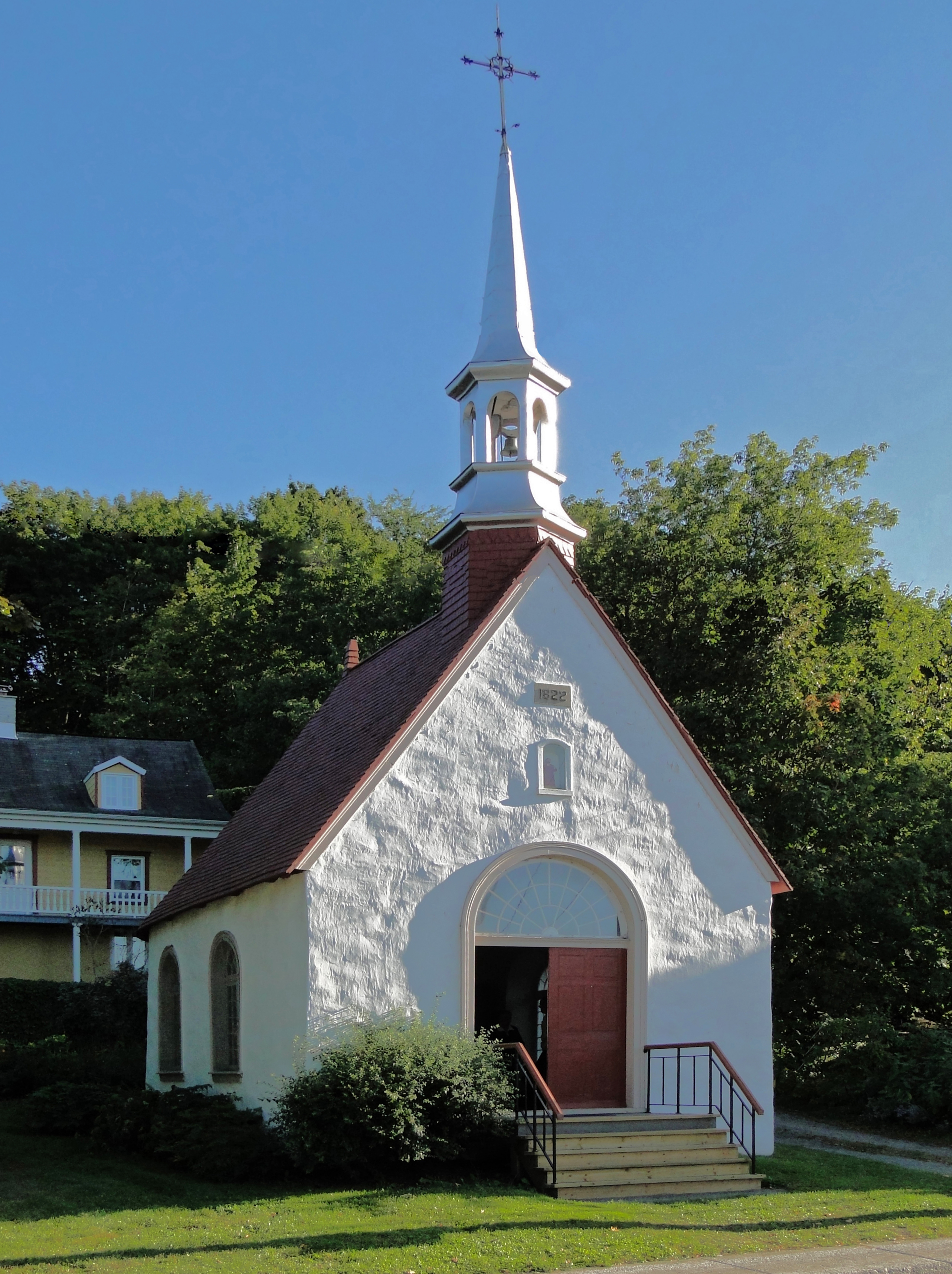
Chapelle Saint-François-Xavier (1822).

- Maison Alphonse-Desjardins. Ouverte au public en 1982, la maison où vécut Alphonse Desjardins, fondateur des caisses populaires Desjardins, est aujourd'hui un centre d'interprétation. La demeure de style néo-gothique, construite entre 1882 et 1884, a été restaurée par la Société historique Alphonse Desjardins (fondée en 1979). Elle est située à l'angle des rues Guenette et Mont-Marie.
- Le Fort No.1 de la Pointe-Lévy.
- Chantier maritime A.C. Davie (1832), ouvert gratuitement lors de la période estivale.
- Parc Valero Les Écarts

## Éducation
Commission scolaire des Navigateurs
Cégep de Lévis
Université du Québec à Rimouski - Campus de Lévis

## Économie

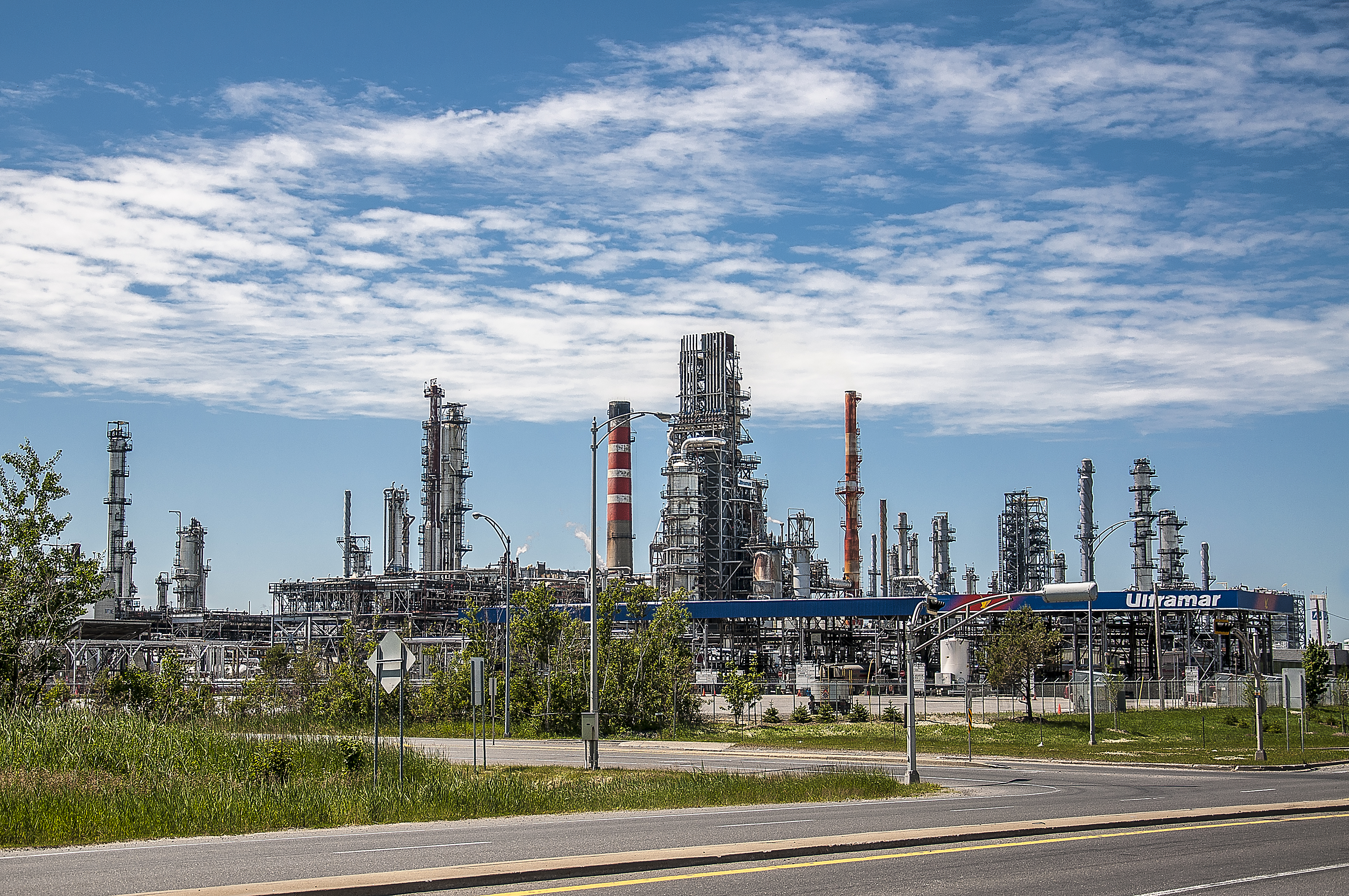
Avec une capacité de 265000 barils par jour, la raffinerie Jean-Gaulin, dans le secteur Saint-Romuald, est le plus grand producteur de produits pétroliers raffinés au Québec.

En plus du Mouvement Desjardins, on compte aussi trois autres entreprises importantes : Raffinerie Jean-Gaulin de la compagnie Ultramar maintenant devenue Valéro (secteur Saint-Romuald), l'usine Frito-Lay (secteur Lauzon) qui fabrique des croustilles et la boulangerie commerciale Multi-Marques (secteur Vieux-Lauzon).
Les Galeries Chagnon est un important centre commercial du secteur. De plus, un centre des congrès a été inauguré à Lévis durant l'année 2008. Ce centre de congrès a, durant sa première année d'exploitation, accueilli plus de 400 congrès. Une patinoire est aménagée devant le centre durant l'hiver.
De plus, une entreprise québécoise spécialisée dans l'intelligence artificielle, Fonds QScale S.E.C, commencera la construction d'un centre de traitement de données à haute densité à Lévis. Ce projet, d'une valeur évaluée à 867 millions de dollars, se déroulera durant les sept prochaines années et permettra d'effectuer des calculs très complexes dans différents secteurs de l'économie.

## Transports

### Réseau routier

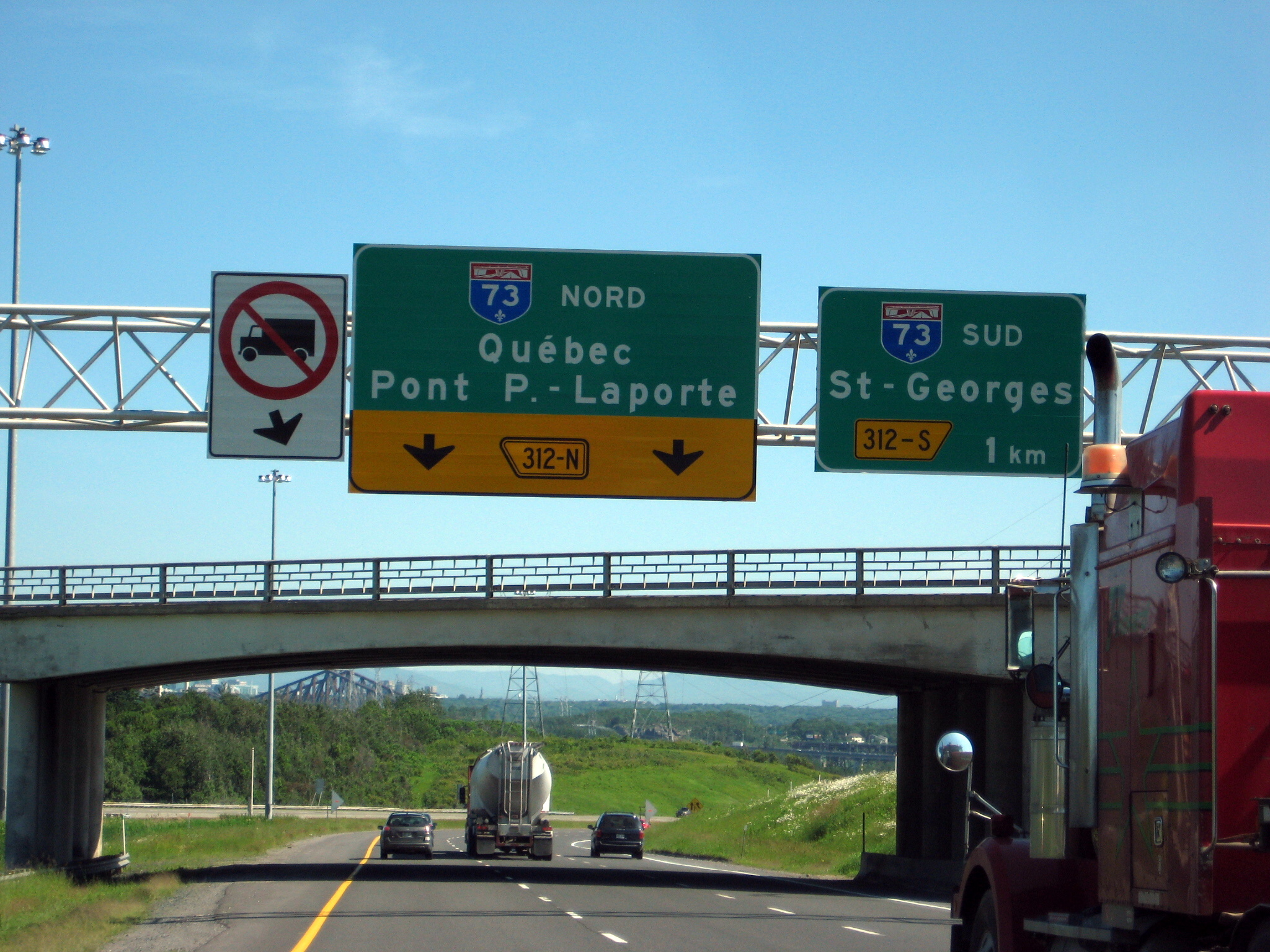
L'autoroute 20 en direction est à l'approche de la sortie 312. la sortie 312-N mène vers l'autoroute 73 nord, le pont Pierre-Laporte et Québec, tandis que la sortie 312-S mène vers la 73 sud vers Saint-Georges.

L'autoroute 20, la Route Transcanadienne, traverse la ville d'Est en Ouest. Elle est l'une des 2 autoroutes de la ville, avec l'autoroute 73. Celle-ci est située  à l'ouest de la ville en direction Nord - Sud et relie Lévis à Québec via le pont Pierre-Laporte. La ville est approvisionnée des sorties 311 (route 116), 312 (Autoroute 73), 314 (route 175), 318 (route 275), 321 (chemin des Îles), 325 (route 173, centre-ville), 327 (route du Monseigneur-Bourget) et 330 (route Lallemand) de l'autoroute 20. L'autoroute 73, quant à elle, possède les sorties 128 (vers route 175), 130 (vers Charny et le parc de la chute de la rivière Chaudière) et 131 (autoroute 20) vers la ville.
La route 132 est le principal boulevard de Lévis, ainsi que la principale artère commerciale de la ville. Elle arrive à l'ouest de Saint-Nicolas, passe sous l'autoroute 73 (le pont Pierre-Laporte), puis possède un échangeur avec la route 175 juste au sud du pont de Québec. Elle forme un multiplex avec cette dernière, puis continue vers l'est en étant nommée le boulevard Guillaume-Couture, traversant les quartiers de Saint-Romuald et de Lévis, qu'elle traverse, puis quitte la ville vers l'est vers Beaumont. Outre la 132, la route 175 traverse l'ouest de Saint-Romuald ainsi que Charny, en croisant la 20 à la sortie 314, en plus de passer sur le pont de Québec. Elle quitte Charny par le sud, vers Saint-Lambert-de-Lauzon. La route 275, l'avenue Taniata, relie Saint-Romuald, la 132 et la 20 (à la sortie 318) à Saint-Jean-Chrysostome.
La route 173, la route du Président-Kennedy, relie le centre de Lévis à l'autoroute 20 (sortie 325), puis continue vers le sud vers Pintendre et Saint-Henri. Il s’agit d’un des principaux artères du centre-ville et est dédié à une plus forte densité que le reste de la ville. La route 116, connue localement sous le nom de route des Rivières, passe dans les secteurs de Saint-Étienne-de-Lauzon, où elle croise la route 171 (route Lagueux), Saint-Rédempteur et Saint-Nicolas, où elle se joint à la 132. Finalement, les autres artères importantes de la ville sont le chemin du Sault, la rue Saint-Georges, la rue Saint-Joseph et la route Lallemand.
Le gouvernement québécois envisage la construction d'un « troisième lien », soit un pont ou un tunnel autoroutier afin de relier Lévis à la grande région de Québec. On estime que les coûts de la construction du tunnel s'élèveront entre 7 et 9 milliards de dollars et que la construction s'étalera sur 10 ans.

### Ponts et transport en commun

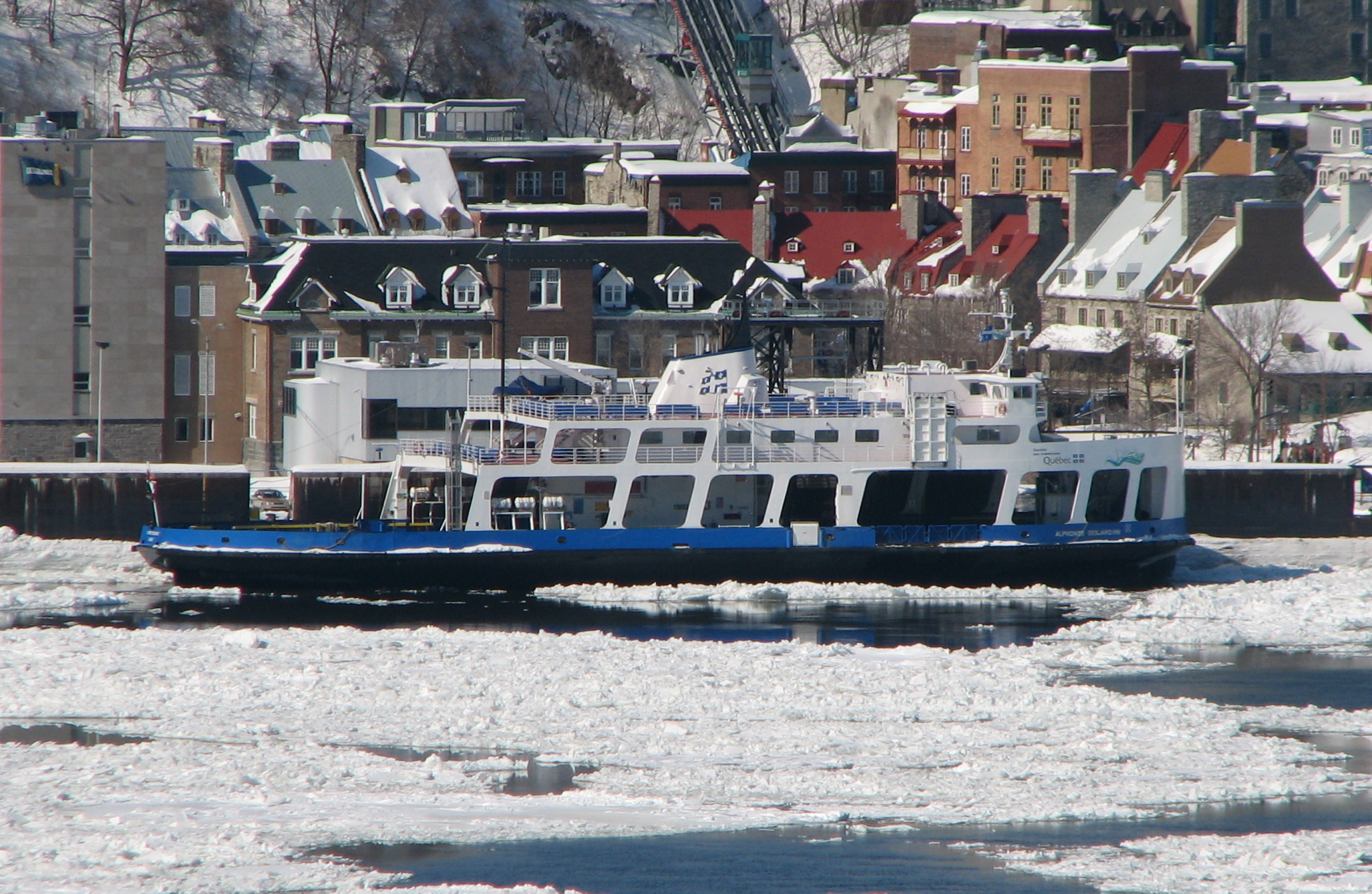
Traversier Alphonse-Desjardins.

- Le Pont de Québec et le Pont Pierre-Laporte permettent d'accéder à la ville de Québec : L'accès est situé dans le secteur sud-ouest de Lévis, aux limites des anciennes villes de Saint-Romuald et Saint-Nicolas. On peut s'y diriger par l'autoroute 20 et le Boulevard de la Rive-Sud (il s'agit d'une section de la route 132 qui fut rebaptisée dans les années 1990).
- La Société de transport de Lévis : Elle est responsable du transport en commun par autobus dans toute la ville de Lévis. Elle offre également du service sur la Rive-Nord, plus particulièrement dans les secteurs de l'Université Laval et de la colline Parlementaire.

## Photos

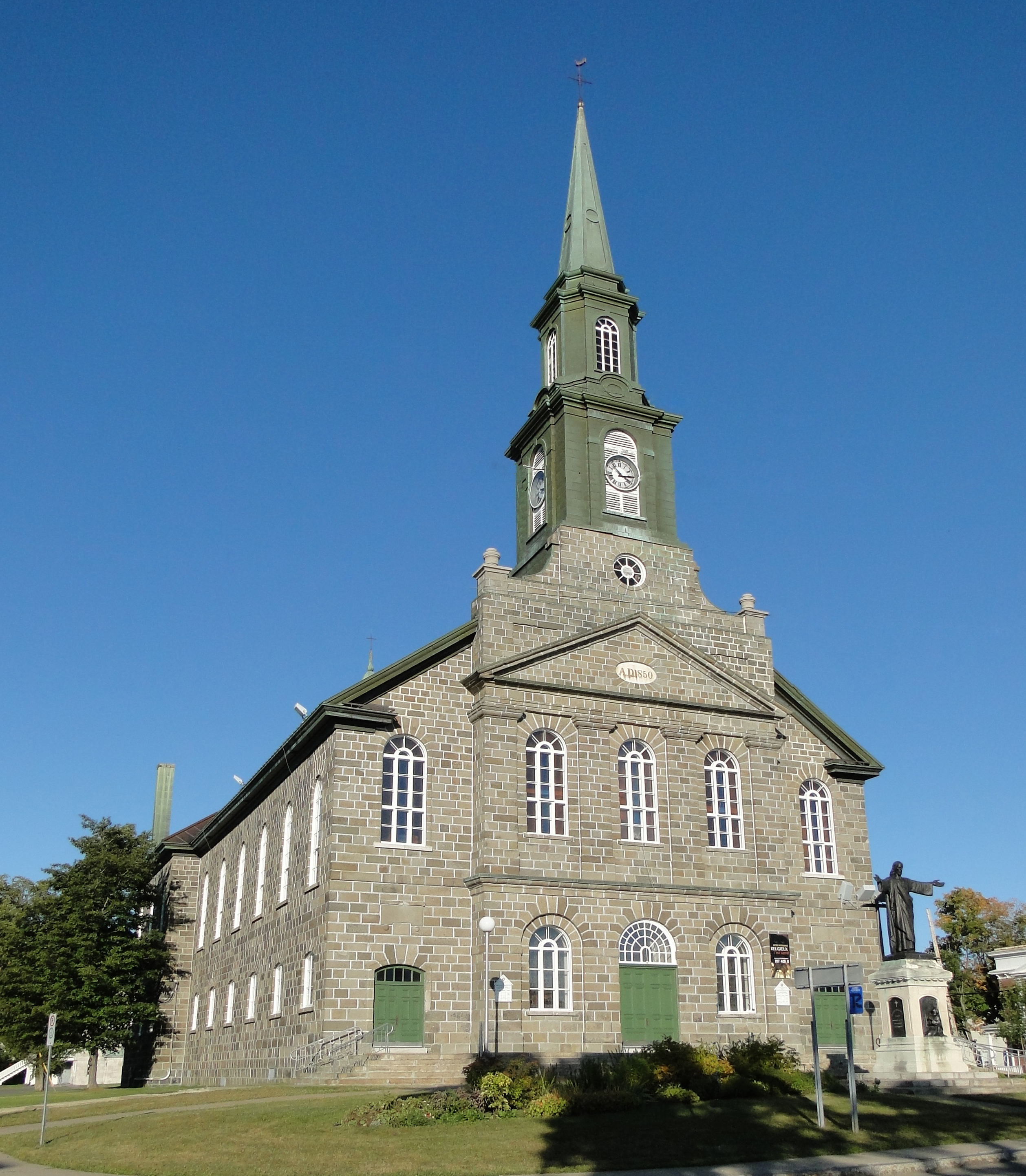
Église Notre-Dame de Lévis (1850).
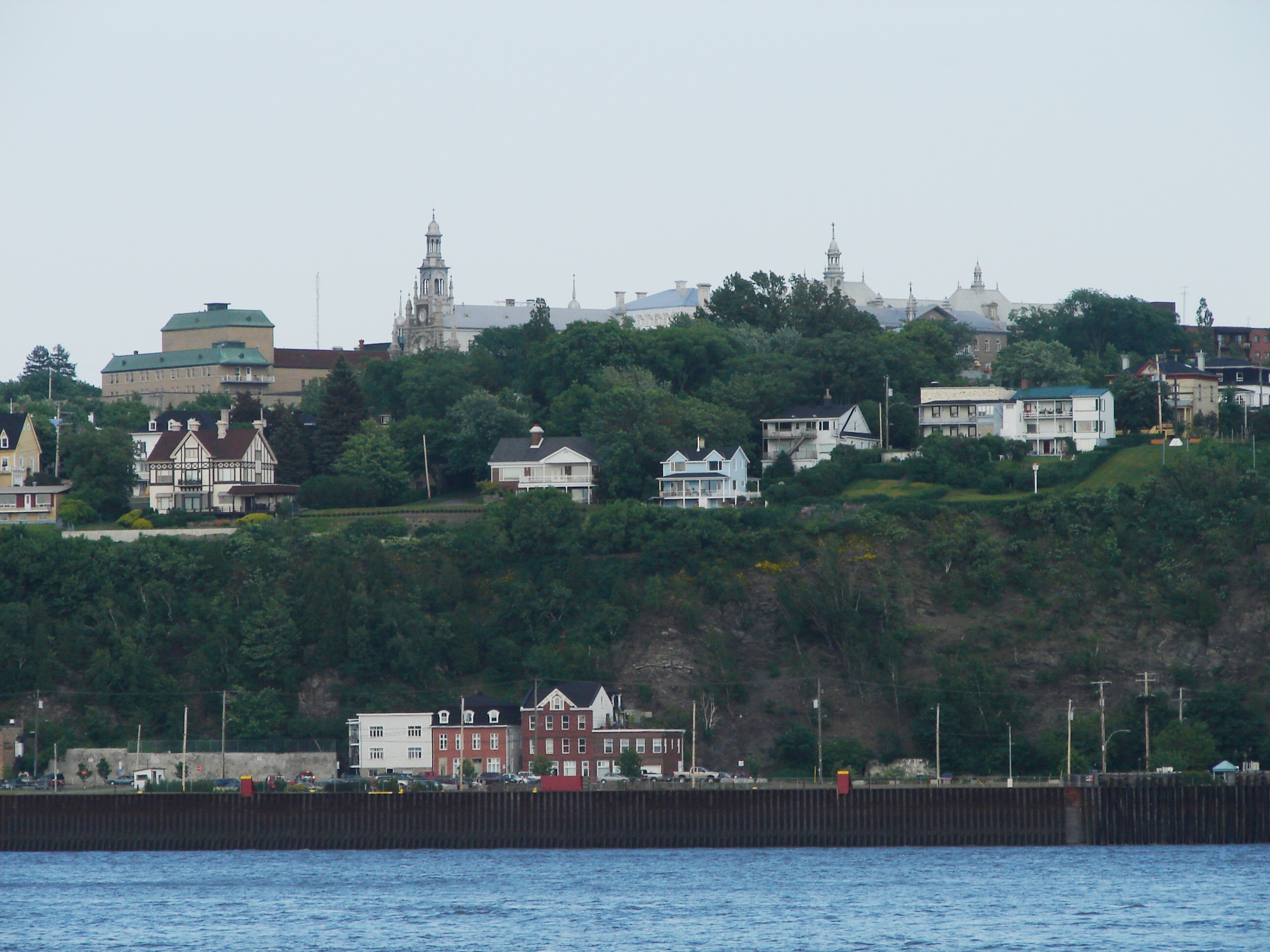
Le Vieux-Lévis vu du fleuve Saint-Laurent.
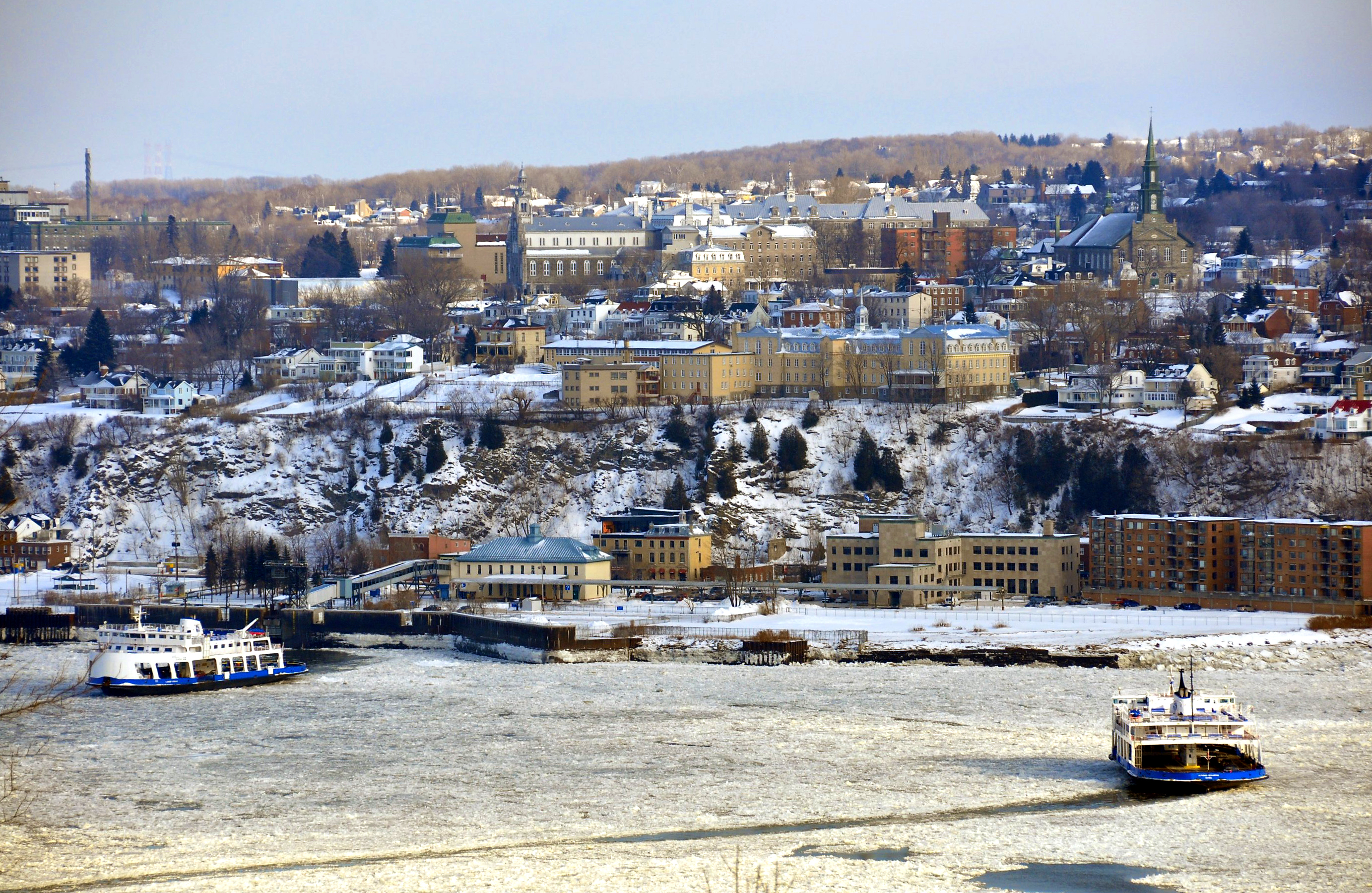
En hiver.
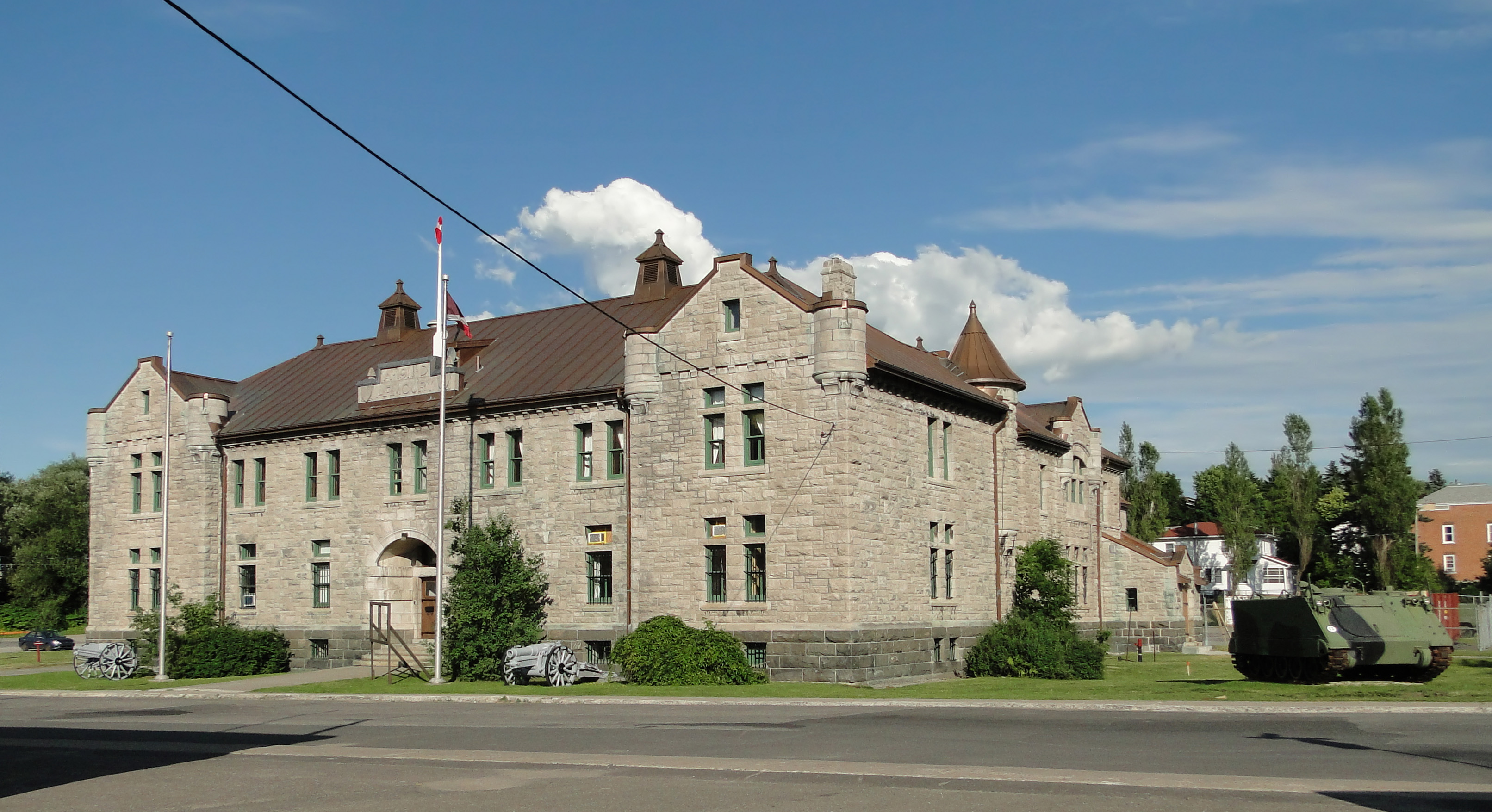
Manège militaire de Lévis (1911).
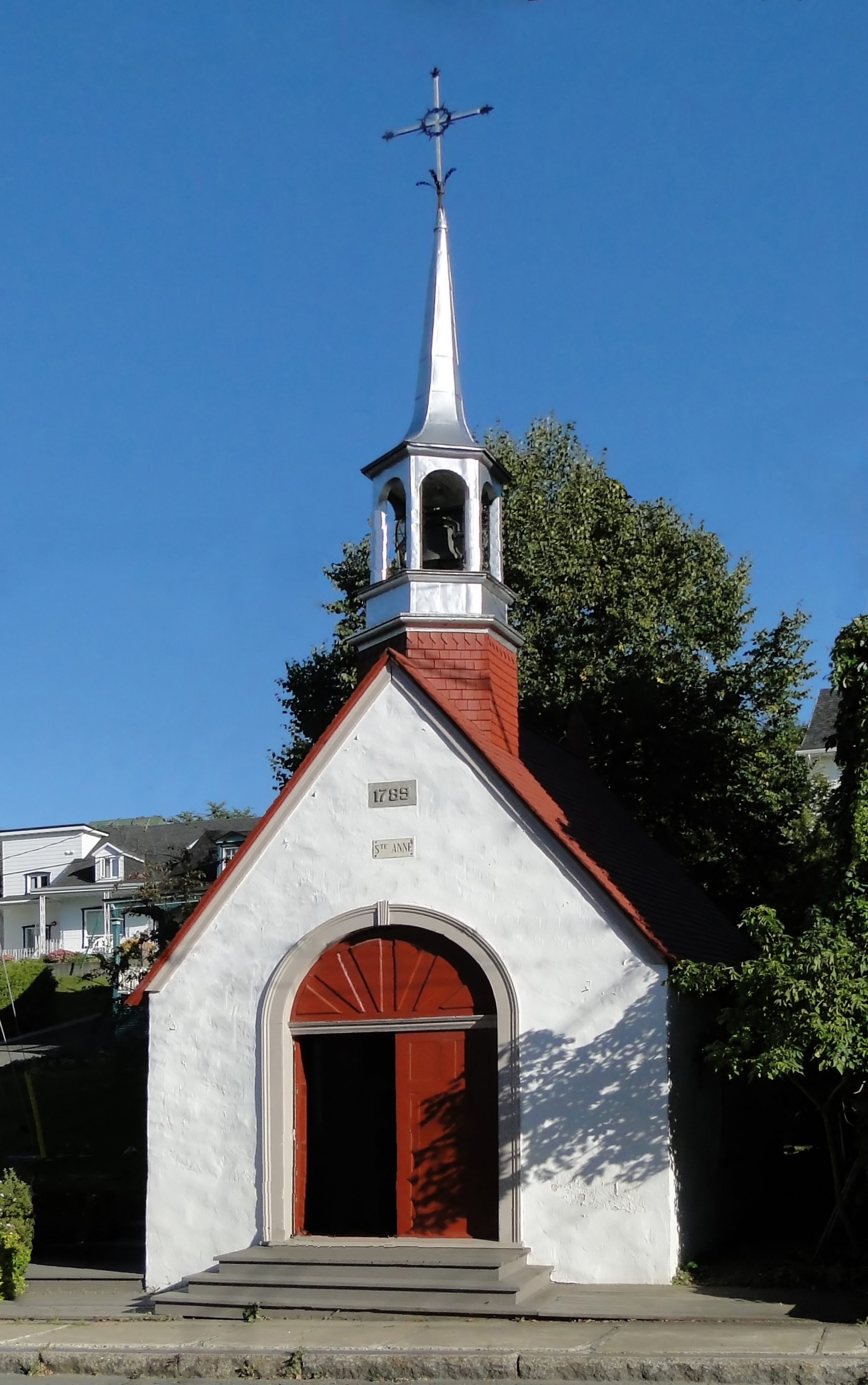
Chapelle processionnelle Sainte-Anne (1789).

## Médias
- La radio communautaire CJMD-FM
- Le Journal de Lévis

## Personnalités
- Voir la liste ci-dessous pour les personnalités québécoises nées à Lévis avant et après les fusions municipales (incluant les anciennes municipalités). Elles sont classées par chaque discipline

Liste de personnalités nées à Lévis

### Archives
- Le fonds d'archives du Régiment de Lévis est conservé au centre d'archives de Québec de Bibliothèque et Archives nationales du Québec[15].